# Qutlugh Châh
Qutlugh Châh, Qoutlouq-châh, Coutloucschah, Kutlushah, Kutlugh-Shâh Noyan ou Cotelesse dans les sources franques est un général mongol au service de l’il-khan Ghazan à la fin du XIIIe siècle. Il est intervenu en Géorgie et pendant les campagnes mongoles en Syrie. L’échec de la campagne de 1303 lui est en partie imputé ce qui lui vaut une certaine disgrâce. Nommé gouverneur de la frontière de l'Arran. Pendant le règne d’Oldjaïtou, en 1307, il mène une campagne dans le Gilan avec l’émir Chupan. Il meurt au cours d’un combat contre les Gilakis dans la région de Rasht.

## Biographie

### Famille
Kutlushah était un aristocrate Manghud. Son père Mangghudai Noyan était l'un des principaux généraux de Kubilai, dont le grand-père Jedei Noyan était le commandant d'un mingghan (unité de 1000) de Gengis Khan. Son oncle Hulqutu Qurchi était également un émir membre du keshig (garde rapproché) de Hulagu et d'Abaqa. Il avait deux ou trois frères décédés avant son ascension. Amir Timur Buqa était l'un de ses frères qui commandait un mingghan.

### Premier affrontement avec Nowruz
Au printemps de 1293, pendant le règne de Ghaykhatou, Ghazan exerce la fonction de vice roi du Khorasan. L’émir Nowruz, lieutenant général de Ghazan est en révolte contre lui depuis plusieurs années. Cependant malgré l’ordre formel de rester à son poste, Ghazan laisse l’armée du Khorasan sous les ordres du général Qutlugh Châh pour aller faire sa cour à Ghaykhatou. Arrivé à Tabriz, on lui réitère l’ordre de rester au Khorasan. Sur le chemin du retour il apprend que Qutlugh Châh vient de remporter une victoire sur l’émir Nowruz qui s’est réfugié dans les montagnes au nord de Nichapur.
En 1294, Nowruz est toujours en révolte mais il a un nouvel adversaire en Baïdou qu’il essaie de chasser au-delà de l’Amou-Daria (Oxus ou Jihoun). Il échoue dans cette entreprise et doit se replier sur Hérat. De là il part faire le siège de Nichapur. Il est trahi par un de ses lieutenants et préfère alors sur les conseils de son épouse à demander la clémence de Ghazan. À la fin de l’année 1294, Nowruz exprime sa demande de clémence en promettant complète fidélité à Ghazan. Ce dernier accorde son pardon et se dirige vers Merv pour y rencontrer Nowruz.

### La prise du pouvoir par Ghazan

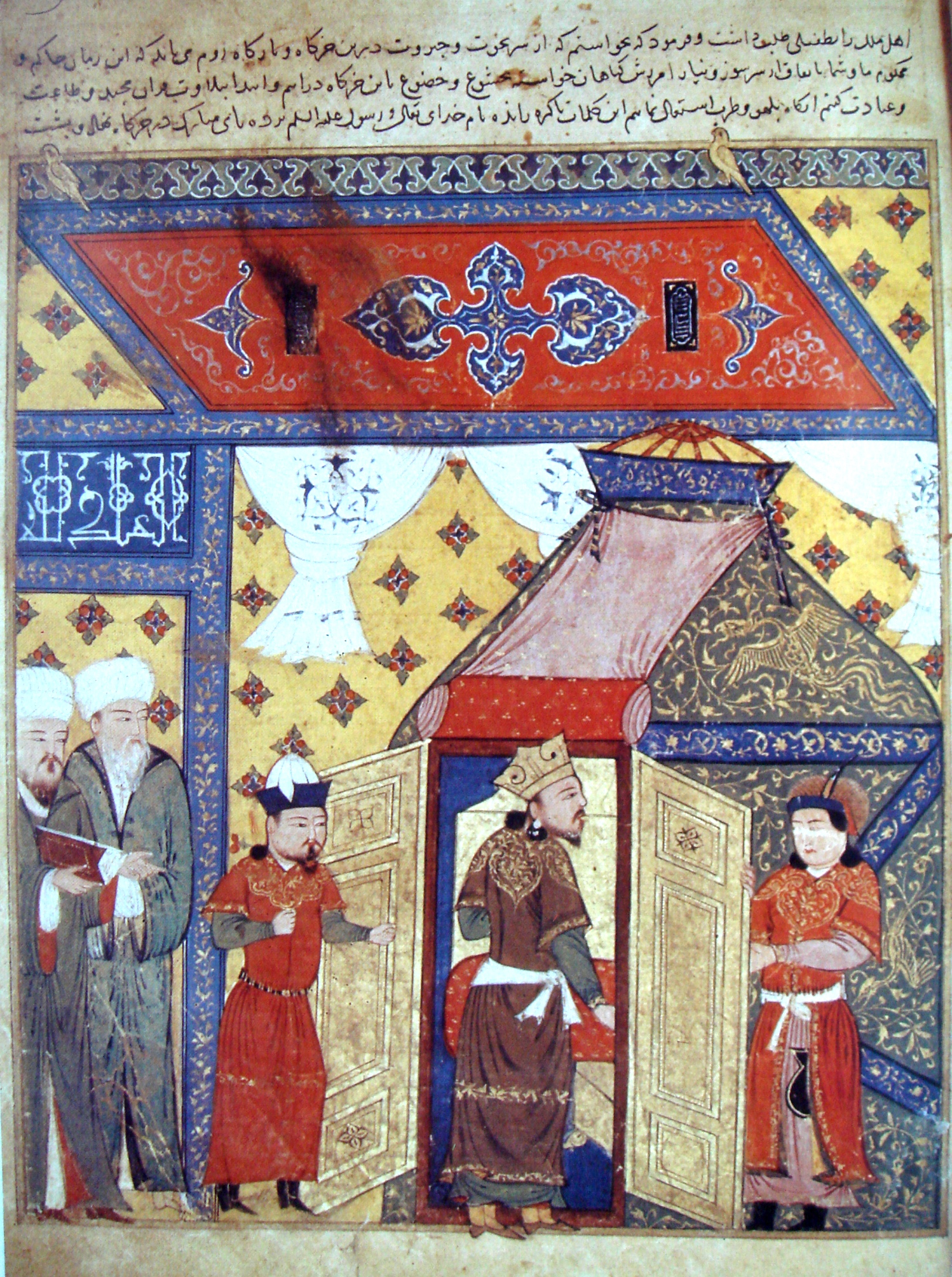
Conversion de Ghazan à l'islam.

En 1295, lorsque Ghazan apprend le meurtre de Ghaykhatou et la prise de pouvoir de Baïdou. Il appelle Nowruz, le nomme gouverneur du Khorasan avec tous pouvoirs et prend la route ver Tabriz. Baïdou envoie une armée lui barrer la route. Le jeudi 19 mai 1295, les deux armées se rencontrent à l’ouest du Sefid Roud. Dans la suite de Ghazan il y a Nowruz et Qutlugh Châh. Qutlugh Châh charge avec l’aile droite sans attendre. L’un des généraux de Baïdou est tué pendant cette charge. Un émissaire de Baïdou sort des rangs pour se prosterner devant Ghazan et lui faire une proposition de partage du pouvoir. Nowruz veut en découdre contre son ancien adversaire mais Ghazan préfère la négociation. Le lendemain, Baïdou est inauguré il-khan. Il promet de satisfaire aux demandes de Ghazan. Le soir, chacun retourne dans son camp.
Des tentatives de rencontre avortent, Ghazan préfère s’éloigner jusqu’au pied du mont Demavend. Le 19 juin 1295, Ghazan fait sa conversion à l’islam. Après s’être purifié par un bain et vêtu d’habits neuf, il répète à plusieurs reprises la formule de la profession de foi musulmane. Ses soldats et ses officiers suivent son exemple le jour même.
En aout, Ghazan reçoit un message secret de plusieurs généraux de Baïdou dont Chupan, qui l’assurent de leur soutien. Nowruz part en avant avec quatre mille hommes en faisant en sorte que son approche reste secrète jusque sur les rives du Sefid Roud. Fin septembre, un général de sa garde averti Baïdou de l’approche de Nowruz. Baïdou ordonne de se mettre en marche pour le combat mais des généraux profitent de la nuit pour changer de camp avec une grande partie de la troupe. Baïdou ainsi abandonné ne peu que fuir vers Marand. Au cours de la poursuite qui s’ensuit, Ghazan est rejoint par les transfuges qui viennent renforcer son armée. Arrivé à Marand, Ghazan s’arrête et attend le retour de Nowruz et Qutlugh Châh qui continuent vers l’Araxe la poursuite derrière Baïdou. Le fuyard est rattrapé près de Nakhitchevan. Nowruz tient son ennemi. Baïdou demande d’être conduit vers Ghazan qui envoie l’ordre d’en terminer avec Baïdou. Le 5 octobre, après un festin, Baïdou est mis à mort près de Maragha.
Gazan fait exécuter quelques autres dignitaires. Nowruz et Qutlugh Châh reviennent de leur expédition le 12 octobre. Les prisonniers qu’ils ramènent sont à leur tour exécuté le 15 malgré les demandes d’intersession, Nowruz ayant une vengeance à assouvir contre certains d’entre eux. En automne Ghazan part pour sa résidence d’hiver à Muğan. Newruz reçoit tous les honneurs et impose sa volonté d’islamiser l’état : il fait changer les en-têtes des messages pour y mettre la formule rituelle au nom de Dieu, la forme du sceau royal de carré devient circulaire et  les monnaies portent désormais la formule de la profession de foi musulmane. Le dimanche 3 novembre 1295, Ghazan est officiellement intronisé il-khan et prend le nom de sultan Mahmud.

### A la poursuite de l’émir Nowruz
En décembre 1296, le Khorasan dégarni de ses troupes est à nouveau menacé depuis la Transoxiane. Nowruz est chargé de la mission d’aller au Khorasan. À l’approche de Nowruz, les armées qui viennent de ravager le Khorasan et le Mazandéran se replient au-delà de l’Oxus (Amou-Daria).
La  cour de Ghazan s’établit à Bagdad. Le 10 mars 1297, Ghazan se rend à Hamadan, il est mécontent de l’arrogance prise par Nowruz. Avant l’intronisation de Ghazan, Nowruz avait écrit au sultan mamelouk pour solliciter son appui au nom de la religion pour vaincre le prince païen qu’était Baïdou. La réponse du sultan mamelouk n’est arrivée qu’après l’intronisation de Ghazan. Les adversaires de Nowruz profitent de cela pour accréditer la rumeur sa collusion avec l’ennemi. Ghazan, très en colère fait tuer tous les parents de Nowruz, il donne à Qutlugh Châh le mandat d’aller l’arrêter au Khorasan. Lorsque Qutlugh Châh arrive à Demavend les généraux placés à Ray ont déjà été exécutés. Newruz sort de Nichapur pour attaquer l’avant garde de Qutlugh Châh. Newruz perd la bataille bien que ses forces soient supérieures en nombre. Ses deux fils sont pris et tués. À son approche de Hérat, Fakhr al-Dîn, le souverain Kert de la ville se propose de l’accueillir. Nowruz entre dans Hérat avec quatre-cents hommes. Et se rend en compagnie de Fakhr al-Dîn dans la citadelle. À peine Nowruz est-il entré dans Hérat que Qutlugh Châh paraît devant les murs de la ville. La ville, bien fortifiée résiste au siège. Qutlugh Châh écrit au grand mufti de Djâm beau-père de Fakhr al-Dîn, une lettre où il dit sa menace de détruire Hérat si le prince ne lui livre pas Nowruz. Ghazan fait parvenir à Nowruz une copie de cette lettre afin de semer le doute sur la confiance qu’il peut faire à Fakhr al-Dîn. Le prince pensant que tôt ou tard la ville risque de tomber et que Nowruz a violé le serment de ne jamais porter les armes contre Ghazan, décide de livrer Nowruz. Fakhr al-Dîn avertit Qutlugh Châh de l’arrestation de Nowruz et lui demande en échange l’assurance qu’il obtiendrait la grâce de Ghazan. Qutlugh Châh essaie de questionner Nowruz mais celui-ci refuse de répondre arguant qu’il ne répondra qu’à Ghazan lui-même. Nowruz est jeté à terre et coupé en deux par le milieu. Sa tête est envoyée à Ghazan à Bagdad. Après la mort de Nowruz, Qutlugh Châh lève le camp et revient en Irak.

### Campagne de répression en Géorgie

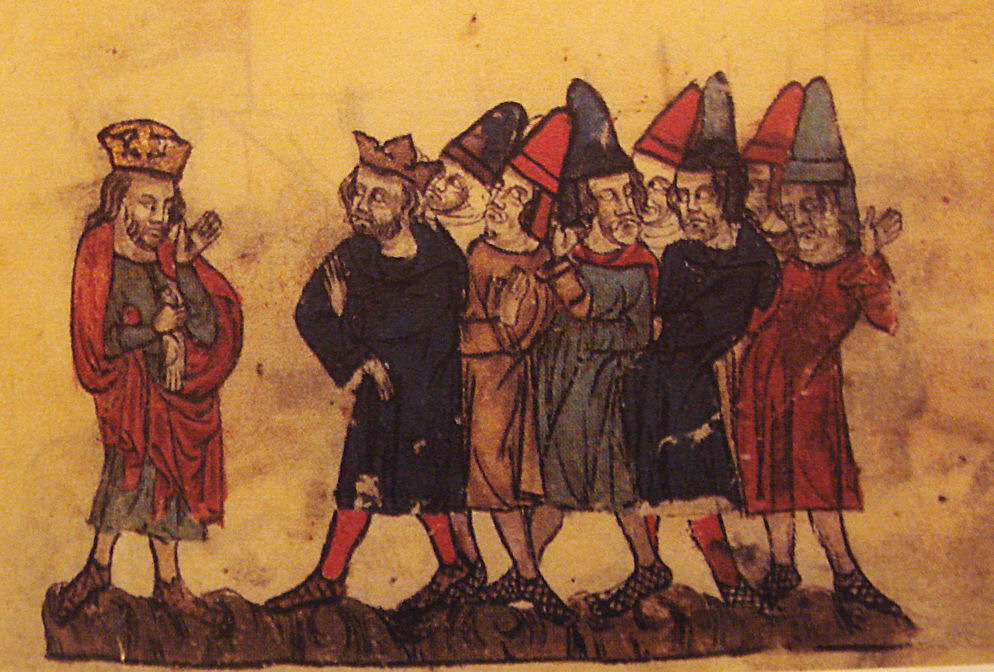
Le roi Héthoum II (à gauche) rencontre Ghazan et ses officiers mongols (à droite).

Le premier novembre 1297, Ghazan prend le turban. Tous les émirs mongols suivent son exemple. Le 7, il part de Tabriz pour hiverner dans l’Arran comme de coutume. Il y apprend qu’une révolte en Géorgie a débuté. Il envoie Qutlugh Châh avec mission de rétablir son autorité. Après avoir étouffé la révolte, Qutlugh Châh revient à la cour avec le frère du roi rebelle David, qui est placé sur  le trône sous le nom de Vakhtang III (1301). Qutlugh Châh fait des reproches au vizir Sadr al-Dîn sur l’état des finances. De son côté le vizir accuse Qutlugh Châh d’avoir ruiné la Géorgie. Le 30 avril 1298, le vizir subit un interrogatoire pour savoir si c’est bien lui qui fait courir ce bruit malveillant contre Qutlugh Châh. Le 22, Qutlugh Châh exécute l’ordre de tuer le vizir qui est coupé par le milieu du corps.
En 1298 Le sultan seldjoukide de Roum Mas`ûd doit se rendre à la capitale des Mongols, Tabriz, pour y demander de l'aide afin de reprendre le contrôle des Turkmènes qui continuent à s'installer en Anatolie. Mas`ûd est destitué, accusé d’avoir soutenu Baïdou. Il se retire en Arménie. Son neveu `Ala' ad-Dîn Kay Qubâdh  est désigné comme sultan par Ghazan. Sulamich général en chef en Anatolie veut profiter de l’hiver rigoureux qui bloque les communications, pour prendre son indépendance. Sulamich est l’arrière-petit-fils du noyan Baïdju qui a conquis l’Anatolie en 1243. Sulamich fait courir le bruit de la destitution de Ghazan. Il parvient à rassembler une armée de cinquante mille hommes. Ghazan part en campagne contre ce rebelle en mars 1299 avec une armée de trente mille hommes sous les ordres de Qutlugh Châh, l’avant garde étant commandée par l’émir Chupan. Le 27 avril les deux armées sont face à face. Des généraux de Sulamich lui font défection et passent dans le camp de Ghazan. Les Karamanides qui l’accompagnent repartent dans leurs terres. Sulamich se retrouve avec quelques centaines d’hommes, il ne lui reste plus que la fuite et il appelle à l’aide les mamelouks d’Égypte. Ceux-ci lui répondent en envoyant de Syrie cinq mille hommes de Homs et cinq mille de Hama et autant d’Alep. Au moment du départ de Damas de cette troupe arrive la nouvelle de la fuite de Sulamich. L’armée vient à la rencontre du fuyard qui part ensuite au Caire. Sulamich demande une troupe pour pouvoir retourner en Anatolie pour y chercher sa famille. Arrivé en Cilicie, il se heurte à une armée arménienne et mongole. Il se réfugie dans un fort et est pris et amené à Ghazan sur l’ordre du roi d’Arménie Héthoum II. Le 27 septembre 1299, à Tabriz, Sulamich est exécuté publiquement, son corps est brulé et ses cendres dispersées.

### les campagnes de 1299 à 1303 en Syrie

Tajet des campagnes mongoles de 1300 à 1303. Emplacement de la bataille de Wadi al-Khazandar (3rd Homs, victoire mongole). Emplacement de la bataille de Damas (bataille de Marj as-Suffar, victoire des Mamelouks).

À l’automne 1299, Ghazan apprend qu’une troupe venant de Syrie a dévasté la région de Diyarbakır, a pris la ville de Mardin et ont fait de nombreux captifs. Ces événements convainquent Ghazan qu’il doit intervenir en Syrie.
Ghazan quitte Tabriz le 16 octobre 1299. Il passe à Mossoul, il passe l’Euphrate avec une armée de quatre-vingt-dix-mille hommes commandés par Qutlugh Châh. Ghazan arrive à Alep le 12 décembre, il décide de ne pas assiéger la citadelle. La troupe traverse des champs cultivés, mais Ghazan interdit de donner les épis à manger aux chevaux car dit-il on ne doit pas donner aux chevaux la nourriture des hommes. Le 20 décembre Ghazan est devant Hama dont il n’assiège pas la citadelle. Il installe son camp à Salamiya. Le 22 décembre, Ghazan remporte une victoire sur les armées mameloukes à Wadi al-Khazandar près de Homs.
Ghazan entre à Damas le 6 janvier 1300. Il regagne ensuite la Perse et laisse Qutlugh Châh avec un contingent réduit. En 1303, Ghazan envoie une nouvelle armée sous le commandement de Qutlugh Châh. Cette expédition essuie une défaite sévère au sud de Damas près de Al-Kiswa,.

### La disgrâce
Qutlugh Châh est puni de quatre-vingt-sept coups de fouet. Chupan qui a soutenu le moral des troupes pendant la retraite reçoit trois coups de fouet pour sauver les apparences.
En octobre 1303, Ghazan donne à Qutlugh Châh le commandement de la frontière de l'Arran. Ghazan décède le dimanche 17 mai 1304.

### Le règne d’Oldjaïtou
Ghazan a pour successeur son frère cadet, Oldjaïtou, fils de la princesse nestorienne Ourouk Khatun et baptisé par elle sous le nom de Nicolas, Oldjaïtou s’est converti à l’islam sous l’influence d’une de ses épouses. Un moment il adhéra même au chî’isme persan.
En 1307, Chupan reçoit le commandement d'une armée chargée de remettre de l'ordre dans le Gilan. Il part d’Ardabil vers le nord jusqu’à Astara puis suit la rive de la mer Caspienne vers le sud. Il convainc les souverains d'Astara et de Gaskar (ou Kaskar dans la région de Rasht) de se rendre sans combat. Il revient ensuite vers Oldjaïtou. Qutlugh Châh qui passe par la Vallée du Sefid Roud, est moins chanceux dans son entreprise car il est tué par les Gilakis. Après ce décès de l’émir Qutlugh Châh, Chupan accède au plus haut grade d’Émir de l’ulus (commandant de la nation).